# احتجاجات الأرجنتين عام 1989
كانت الاحتجاجات التي وقعت في عام 1989 عبارة عن سلسلة من التظاهرات صاحبتها حوادث نهب في المتاجر ومحلات السوبر ماركت في الأرجنتين، خلال الجزء الأخير من رئاسة راؤول ألفونسين، في الفترة من مايو إلى يونيو 1989. وقد نجمت هذه الاحتجاجات عن تضخم جامح ونقص في الغذاء، وكانت مرتبطة باحتجاجات ومظاهرات قانونية. بدأت أعمال الشغب الأولى في روساريو، ثالث أكبر مدينة في البلاد، عندما طالب الناس من محلات السوبر ماركت منحهم الطعام بالمجان، سرعان ما انتشرت الاحتجاجات إلى مدن أخرى، وخاصة في بوينس آيرس الكبرى. أعلنت الحكومة الوطنية حالة الطوارئ، وتم القبض على أكثر من 40 شخصا، بالإضافة إلى سقوط 14 قتيلا (20 وفقا لتقارير غير رسمية). وفي النهاية استقال الرئيس ألفونسين، وتولى الرئيس المنتخب كارلوس منعم منصبه قبل ستة أشهرمن موعده، في يوليو.

## تتابع الأحداث
في آب / أغسطس 1988، أطلقت حكومة الفونسن خطة اقتصادية جديدة، أطلق عليها اسم خطة بريمافيرا، التي تهدف إلى احتواء التضخم. وشمل ذلك مراقبة الأسعار، والتفاوض مع 53 شركة رائدة، وضبط أسعار الصرف، وتجميد أجور موظفي الدولة، والتفاوض مع النقابات العمالية. الخطة سرعان ما ثبت فشلها، وارتفعت أسعار الفائدة بدون ضوابط، وتم استنزاف احتياطيات البنك المركزي من العملات الأجنبية، حيث تم بيع الدولار الأمريكي للحفاظ على قيمة الأسترال الأرجنتيني. سحبت المؤسسة الاقتصادية ودائع من البنوك، واحتجزت الدولارات التي جلبتها الصادرات، وتسببت في تأخير دفع الضرائب.
خلال شهر أيار/مايو 1989، ارتفع سعر الصرف (بينما كان ثابتاً نظرياً) من 80 إلى 200 أسترال مقابل الدولار، وفي روساريو، بلغ معدل التضخم في مايو 96.5 ٪، وكان هناك نقص في المنتجات الأساسية في محلات السوبر ماركت والمتاجر، وكان يتم تحديث علامات الأسعار الخاصة بها عدة مرات في نفس اليوم.
في 14 مايو 1989 جائت نتائج الانتخابات العامة في صالح حزب العدالة بشكل كبير، وأثار الوضع المتقلب محادثات حول توقع شخصية الرئيس الفائز بالانتخابت. في روساريو، استقال العمدة هوراسيو أوسانديزاجا، موفيا بوعده بأن يترك منصبه إذا تم انتخاب منعم.
الأربعاء، 24 مايو 1989 كان يوم عطلة رسمية، اندلعت أول احتجاجات معزولة في روساريو وقرطبة. في 28 مايو، أعلن الرئيس عن خطة اقتصادية طارئة، في تلك الليلة انتشرت أعمال الشغب والنهب في روساريو، خاصة في الأحياء الجنوبية، حيث تركزت معظم المتاجر الكبرى في ذلك الوقت، وفي اليوم التالي امتدت إلى الممر الصناعي القريب وإلى مدن أخرى، مصحوبة بإقامة المحتجين حواجز على الطرق وكصرلآزو.

## الاحتجاجات في روساريو
اقتحم المحتجون محلات السوبر ماركت ومخازن الأغذية والشركات الصغيرة، في مجموعات ذات أعداد متباينة (صغيرة مثل 20 شخصًا وأحياناً تصل إلى 1000 شخص). وفي معظم الحالات، كانوا شباباً، وشملت نسبة كبيرة من النساء والأطفال، الذين تضاعفوا كدروع بشرية في مواجهة الشرطة. اقتحم المحتجون محلات السوبر ماركت ومخازن الأغذية والشركات الصغيرة، في مجموعات ذات أعداد متباينة (صغيرة مثل 20 شخصًا وأحياناً تصل إلى 1000 شخص). وفي معظم الحالات، كانوا شباباً، وشملت نسبة كبيرة من النساء والأطفال، الذين تضاعفوا كدروع بشرية في مواجهة الشرطة. على الرغم من أن أغلبهم كان مدفوعًا بالجوع وكانوا يأخذون الطعام فقط، إلا أن العديد منهم سرقوا أيضًا سجلات النقد، والأثاث، والثلاجات، وما إلى ذلك، فكان يمكن العثور على اللصوص العاديين، بجانب الطبقة المتوسطة الغالبة بين الجماهير، وأيضاً الأشخاص الذين قاموا بتعبئة البضائع المسروقة على السيارات. كان العنف موجهاً إلى الشركات وليس إلى أفراد، على الرغم من وجود بعض الحوادث المعزولة لأصحابها أو إيذاء الآخرين عند محاولة الدفاع عن متاجرهم، وهجمات على بعض مراكز الشرطة.
كان رد فعل الشرطة سلبيًا إلى حد ما خلال اليومين الأولين، مما ساهم في انتشار أعمال الشغب. وما إذا كانت عاجزة أمام الأعداد الضخمة من المحتجين أو لا، فهذا أمر مطروح للنقاش، وتشير بعض الفرضيات إلى أوامر من فصيل في الحكومة المحلية بعدم التدخل. وادعى بعض الجيران أن الشرطة كانت مجرد «تحرس» اللصوص، حيث قامت قوات الأمن بإطلاق بعض الطلقات في الهواء واعتقلت عدداً قليلاً جداً.
تغير هذا الوضع في 29 مايو، عندما أعلن الرئيس حالة الطوارئ لمدة 30 يوماً، فتم عسكرة المدينة وقسمت إلى ثلاث مناطق عمليات، وتم تعليق الدراسة بالمدارس، وإغلاق البنوك، وتوقف وسائل النقل العام، وفرض حظر التجول.
وبحلول يونيو/حزيران، توقفت أعمال الشغب، حيث كانت قوات الأمن تسيطر على الوضع وبدأت الحكومات المحلية والحكومة الوطنية في تقديم المساعدات الغذائية، كما أمرت الحكومة الوطنية بإنشاء المئات من مطابخ الحساء.

## احتجاجات 1990
شهدت بداية عام 1990 موجة جديدة من الاحتجاجات، وإن كانت أصغر بكثير، وخاصة في شهري فبراير ومارس ، في روساريو وبيونس آيرس الكبرى، ولم تخف حدة الأزمة الاقتصادية، واستأنفت العديد من الشركات العمل بحواجز أمنية. وتم احتواء الاحتجاجات بسرعة، مرة أخرى مع تقديم المساعدات الغذائية إلى الأحياء الفقيرة.